# 경제지리학
경제지리학(經濟地理學, 영어: economic geography)은 전 세계 경제 활동의 입지, 분포, 공간적 구성을 연구하는 학문이다. 지리학의 전통적인 하위 학문이지만, 수많은 경제학자들은 경제학 종목을 다루듯이 이 분야에 접근하고 있다.
경제지리학은 다른 수많은 주제에 대한 다양한 접근을 취해왔는데, 여기에는 산업의 입지, 집적의 경제, 교통, 국제 무역, 개발, 부동산, 젠트리피케이션, 민족경제학, 젠더경제학, 주변부 이론, 도시경제학, 환경과 경제 간의 관계, 세계화를 포함한다.

## 역사
공간적 측면의 경제적 활동에 대한 최초의 연구 중 일부를 거슬러 올라가면, 기원전 4세기 왕실의 성이 영인 진나라의 7개의 중국 지도에서 볼 수 있다.

## 같이 보기
- 지정학